# Marqués de Cuevas
Jorge Cuevas Bartholín, conocido como George de Cuevas (Santiago de Chile, 26 de mayo de 1885-Cannes, 22 de febrero de 1961), fue un empresario y coreógrafo de ballet chileno que alcanzó notoriedad por el Grand Ballet du Marquis de Cuevas, que creó en 1947 en París. El Ballet de Cuevas atrajo por su carácter internacional y su calidad artística a grandes figuras de la danza de todo el mundo y fue hasta su disolución, en junio de 1962, un punto de referencia para los profesionales y los amantes de la danza.

## Biografía
Cuevas había nacido Jorge Cuevas Bartholín, y era hijo de Eduardo Cuevas Avaria (1821–1897), un prominente político y diplomático chileno, y su tercera esposa María Manuela del Carmen Bartholín de la Guarda, quien tenía ascendencia danesa. Tenía cinco hermanos: Roberto, Luís, Enrique, Sara, y Carmela. Además tenía 11 medio hermanos fruto de matrimonios previos de su padre.
Si bien Cuevas era homosexual, contrajo matrimonio con Margaret Rockefeller Strong, una nieta de John D. Rockefeller, en París el 3 de agosto de 1927. Por esa época Cuevas era secretario de la delegación chilena en Londres. El matrimonio tuvo dos hijos, John (n. 1931) y Elizabeth (n. 1929, aka Bessie, escultora Elizabeth Strong-Cuevas).
Cuevas se naturalizó ciudadano de Estados Unidos en julio de 1940 en la Corte de Naturalización del Condado de Ocean en Toms River, New Jersey, renunciando a su título y tomando el nombre legal de George de Cuevas. Sin embargo continuó usando su título en las noticias sociales. Cuevas y su esposa auspiciaron la exhibición en 1940 en la feria mundial de Nueva York que incluyó obras de antiguos maestros y franceses modernos prestados por colecciones privadas y valorados en 30 millones de dólares.
George de Cuevas falleció a los 75 años el 22 de febrero de 1961, en su villa Les Délices, en Cannes. Su troupe debía estrenar la Bella Durmiente en Cannes la noche posterior al fallecimiento de Cuevas, sin embargo decidieron cancelar la función en su memoria.

## La compañía de ballet
Cuevas fundó una nueva compañía de ballet denominada Ballet International en la ciudad de Nueva York en 1944, que ofrecía funciones en un teatro existente en Columbus Circle. La compañía a veces adoptaba el nombre de Grand Ballet de Monte Carlo o Grand Ballet du Marquis de Cuevas, pero por lo general era denominada The de Cuevas Ballet por su público.

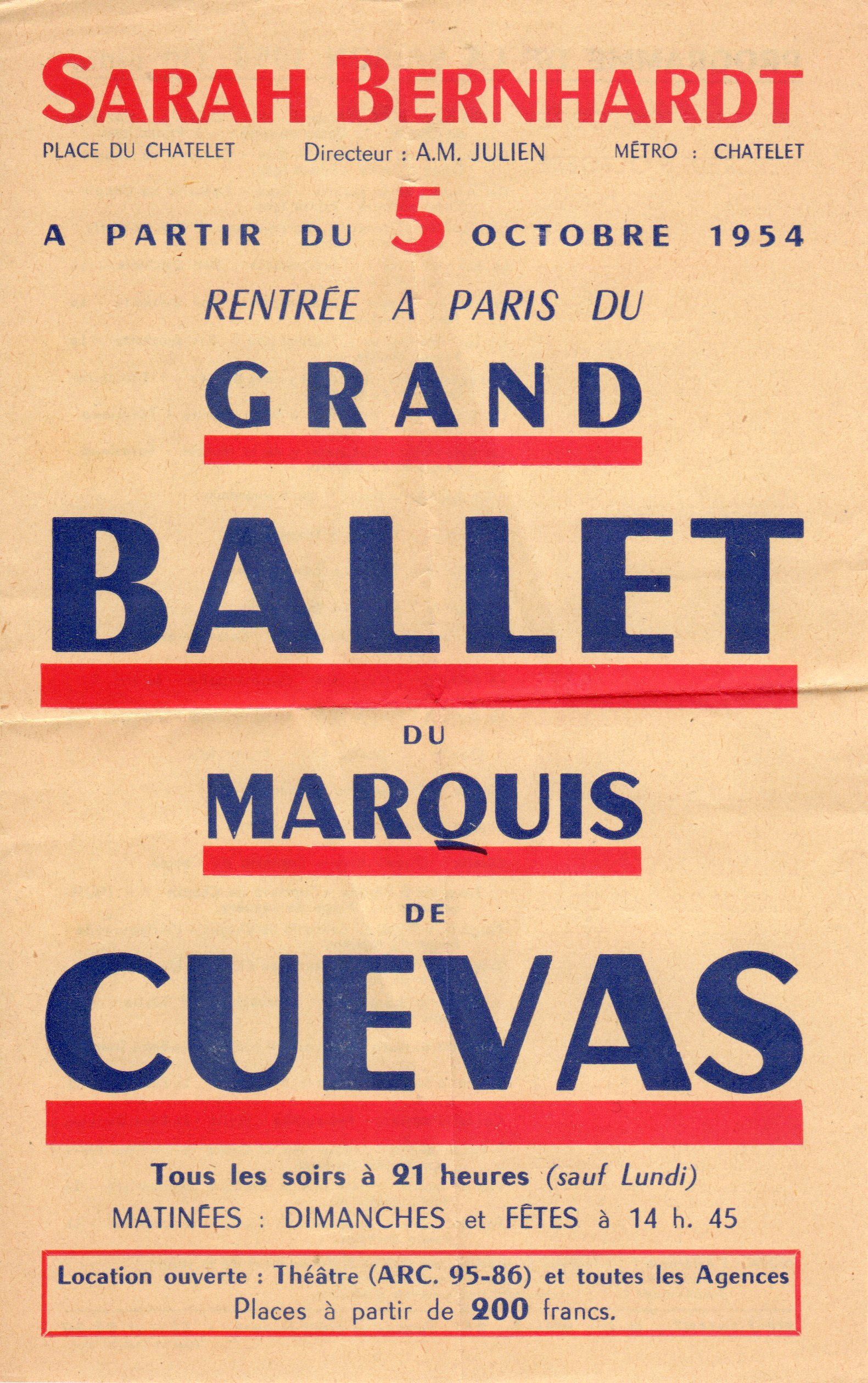
Aviso publicitario del Grand Ballet du Marquis de Cuevas para actuaciones el 5 de octubre de 1954.

En 1947, Rosella Hightower aceptó una invitación de Cuevas para incorporarse a la nueva compañía de ballet. La presencia en la misma de la coreógrafa Bronislava Nijinska fue uno de los principales factores que influyeron en la decisión de Hightower. Nijinska creó la coreografía para Hightower de Rondo Capriccioso. Además de las danzas clásicas, Hightower también bailó Piège de Lumière de John Taras, el coreógrafo del grupo y balletmaster, en el cual ella bailó el papel de una mariposa en un bosque tropical que encanta a un grupo convictos fugitivos.
En una fiesta de disfraces en 1953 en Biarritz a la que concurrieron 2.000 personas, de 4.000 que habían sido invitados, quienes vestían ropas del siglo XVIII. Cuevas, se vistió con ropa lamé dorada y en su cabeza llevada una corona de plumas de avestruz, en una representación del "Rey de la Naturaleza."
El 30 de marzo de 1958, a la edad de 72 años, Cuevas retó a duelo a Serge Lifar un maestro de ballet y coreógrafo de 52 años ya retirado. El reto a duelo se produjo a raíz de discusiones sobre cambios en la puesta en escena de Negro y Blanco, (Suite en blanc), un ballet de Lifar que estaba siendo representado por la compañía de ballet de Cuevas. Cuevas abofeteó a Lifar en público luego de insistir en que él tenía los derechos de Negro y Blanco. Lifar envió a sus segundos a conversar con Cuevas pero él se negó a ofrecer una disculpa y en cambio eligió realizar un duelo con espadas. Como "técnicamente los duelos habían sido declarados ilegales" en el siglo XVII, la hora y sitio del duelo no se hicieron públicos. El duelo se llevó a cabo frente a 50 reporteros gráficos y finalizó con ambos combatientes en lágrimas y abrazados en lo que el The New York Times describió "como probablemente el encuentro más delicado en la historia de los duelos en Francia", donde la única sangre fue un corte en el antebrazo derecho de Lifar al cabo de siete minutos.
El éxito final de su trayectoria fue la producción de La Bella Durmiente que presentó en París en octubre de 1960 la que bien recibida por la crítica. Sus doctores le permitieron concurrir al estreno del ballet, al respecto Cuevas dijo "si es que me voy a morir, me moriré entre bambalinas." Al finalizar la obra, fue sacado en silla de ruedas al escenario recibiendo una ovación de la concurrencia.